# الکسی بولداکوف
الکسی بولداکوف (روسی: Алексе́й Ива́нович Булдако́в؛ زادهٔ ۲۶ مارس ۱۹۵۱ - ۳ آوریل ۲۰۱۹) هنرپیشه اهل اتحاد جماهیر سوسیالیستی شوروی بود.
از فیلم‌ها یا برنامه‌های تلویزیونی که وی در آن نقش داشته‌است می‌توان به مادر اشاره کرد.
وی همچنین برنده جوایزی همچون هنرمند مردمی روسیه شده‌است.